# 混合式火箭

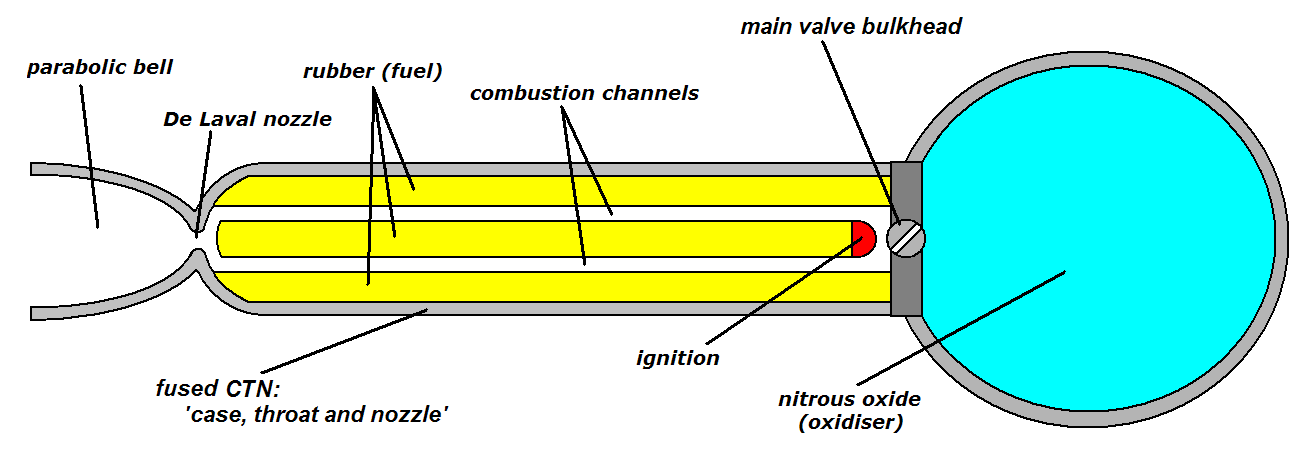
太空船一號使用的混合式火箭結構

混合式火箭 ，是一種火箭推進器，其推進劑包含固態的燃料以及液態的氧化劑。和固態火箭、液態火箭同樣屬於化學火箭，具備能夠控制推力大小、成本相對低等特性，同時具備更高的安全性。許多公司及團隊都相繼投入相關研究，不過其比衝值仍待突破。

## 歷史

### 早期發展
1953年，太平洋火箭協會開發出長約180公分、直徑約10公分的混合式火箭，命名為XDF-23。該協會曾嘗試以木材、棉花、石蠟作為燃料，不過最後的設計採用液態氧作為氧化劑，並使用一種橡膠作為燃料。

## 各國發展

### 美國
2004年，維珍銀河公司開發的太空船一號使用兩階段推進系統。第一階段先以飛行母船載上高空後，第二階段採用混合式火箭引擎推進，完成最高飛行高度112公里的次軌道太空飛行。

### 台灣
2016年，台灣晉陞太空科技公司開發改良混合式火箭，探空試射型飛鼠一號兩節式火箭長10公尺，直徑1.5公尺，以「笑氣」(一氧化二氮)當氧化劑，搭配固體燃料(合成橡膠)組成混合式火箭引擎，產生推力可達8噸，最快速度每秒2公里，很快能抵達外太空，可飛達250公里，甚至可飛達270公里，目前混合火箭飛行高度的世界紀錄是120公里，如果能飛到200公里高就會創下世界新紀錄。
原預定於2020年三月中進行試射，然而碰到台灣太空法規當時尚未建立而遭到時任立法委員高金素梅等人的抗議而被迫取消，最終在2021年9月16日於澳洲南澳洲在艾爾半島的「威爾斯灣」（Whalers Way）發射平台三次發射嘗試失敗告終，並宣布不再嘗試進行發射飛鼠一號。 而是延續同一發射許可並以天鷹一號為名，定於2024年第一季發射。
由陽明交通大學聯合多間大學共同研究ARRC前瞻火箭的HTTP-3A火箭經歷多年的開發及募資，於2022年7月10日在旭海短期科研探空火箭發射場域進行第二節火箭發射測試，雖然飛行時間及高度皆低於預期的10公里高、490秒，僅3公里高、約2分鐘，但依舊達成主要測試目標「姿態導控能力」。
依照原ARRC負責人現任國家太空中心主任吳宗信表示，將會於2022年內找到國家級發射場域，完整HTTP-3A二節火箭發射將預定於年底到2023年初進行。YouTube上的"參考文獻"

## 基本組成
混合式火箭主要由氧化劑供應系統、燃料、燃燒室及噴嘴組成。
氧化劑供應系統
液態的氧化劑經由閥件及管路注入至燃燒室中，提供氧化反應所需的氧化劑，這些管路、閥件以及其中所需的各式感測器統稱為氧化劑供應系統。多數情況下即使關閉推進器，在燃燒室內部的燃料冷卻之前，只要重新注入氧化劑就可以再次啟動推進器，不必重新啟動點火裝置。 使用某些特定推進劑的混合式火箭引擎，搭配良好氧化劑供應系統控制的情況下，甚至不需要額外的點火裝置，而能做到燃燒室冷卻長達30分鐘後成功重新點火。與液態火箭相似的是，混合式火箭也能夠藉由調整氧化劑的流量來控制推力。 這些特性顯示出混合式火箭可以應用於上層級進行精準入軌。
燃料與燃燒室
氧化劑與燃料混合及燃燒的空間稱為燃燒室，由於燃料是固態的，只有燃料的表面能接觸到氧化劑及發生燃燒反應，因此燃料與燃燒室通常位於同一空間。與固態火箭相似的是，燃燒室內的燃料可以製造成不同形狀以獲得不同燃燒表面積。
噴嘴
燃燒室內部產生的大量高溫氣體經過噴嘴，壓縮再膨脹的過程使熱能轉換為動能，推進器因而獲得推力。相較於液態火箭，混合式火箭的氧化劑可以不必經過預熱升溫，因此噴嘴上不用纏繞複雜的管路。然而這也象徵噴嘴沒有低溫氧化劑的冷卻，因此較要求耐熱。

## 推進劑
混合式火箭推進劑，透過液態的氧化劑和固態的燃料在燃燒室內發生氧化反應產生熱量及高溫氣體，然後通過噴嘴噴出並提供反作用力。
氧化劑
常見的氧化劑包括液態氧、笑氣。
燃料
常見的燃料包括橡膠、石蠟、高分子化合物，也有團隊曾經嘗試使用木材、棉花等物質作為燃料。
- 臺灣前瞻火箭研究中心使用壓克力作為燃料及燃燒室本體，並使用液態氧作為氧化劑展示混合式火箭的運作，透明的燃燒室可以看見火焰在其中燃燒的情形。
- 日本的一間糖果公司使用棉花糖作為燃料，並成功將火箭推進248公尺高。